# André Paoli
Pour les articles homonymes, voir Paoli.
André Paoli (né le 21 décembre 1947 à Moyeuvre-Grande) est un athlète français, spécialiste des épreuves de sprint.

## Biographie
Sélectionné à sept reprises en équipe de France d'athlétisme, André Paoli remporte la médaille de bronze du relais 4 × 2 tours lors des Championnats d'Europe en salle 1972 de Grenoble, associé à Patrick Salvador, Michel Dach et Gilles Bertould. 

### Palmarès
| Date | Compétition                    | Lieu     | Résultat | Épreuve            |
| ---- | ------------------------------ | -------- | -------- | ------------------ |
| 1972 | Championnats d'Europe en salle | Grenoble | 3e       | Relais 4 × 2 tours |

### Records
| Épreuve | Performance | Lieu | Date |
| ------- | ----------- | ---- | ---- |
| 200 m   | 21 s 5      |      | 1970 |
| 400 m   | 46 s 5      |      | 1970 |

## Sources
- DocAthlé 2003, Fédération française d'athlétisme, p.513